# Diskussion
En diskussion er en debat mellem mennesker af forskellige synspunkter. Diskussionen er en vital og afgørende del af et frit og demokratisk samfund, hvor den afløser konflikter og vold. Diskussionens væsen er at drøfte et emne i alle dets perspektiver, så deltagerne og de som lytter kan overveje og danne eller styrke deres synspunkt.
| filosofi | Spire Denne filosofiartikel er en spire som bør udbygges. Du er velkommen til at hjælpe Wikipedia ved at udvide den. |